# 水夏希
水夏希（羅馬化：Natsuki Mizu），原寶塚歌劇團雪組主演男役。
血型A型，身高169公分，出生於日本千葉縣千葉市，畢業於千葉縣立千葉女子高等學校。

## 簡介
初舞台為1993年月組公演BROADWAY BOYS，之後被分配到月組。入團初期就被提拔擔任新人公演中的重要角色（如1995年的Me and My Girl中與成瀬こうき輪流演出主角比爾，1996年的CAN-CAN的主角佛司提耶）。及後於1997年轉移到花組，與春野壽美禮及瀬奈じゅん並列「花組三兄弟」。
1999年於「黎明前的序曲」的新人公演中飾演主角川上音二郎。同年初次主演Bow Hall公演羅密歐與茱麗葉'99，共同主演的娘役為彩乃かなみ（2005-2008的月組首席娘役）。
2000年，參與德國柏林的海外公演。回日後被轉至宙組，和央葉華主演披露作「越海懷鄉」為首次的宙組演出。由於曾經是宙組成員的湖月和多留及樹里咲穗剛被轉到新專科，再加上之後幾個劇目都有新專科的成員參與，所以當時她的組中的地位是在二三番之間。2001年宙組公演「凡爾賽玫瑰--漢斯與瑪莉安東尼篇」中，與彩輝直輪流演出奧斯卡和安德烈兩角，直到鳳凰傳才正式成為宙組二番手男役。宙組時代於Bow Hall主演費加洛！及里見八犬傳。2003年的晴天霹靂中首次飾演反派角色愛德蒙．德．朗布魯斯侯爵，獲得不少好評。
2004年，寶塚為慶祝劇團成立90週年，將各組二番手男役特別出演其他組的公演。她先被配至雪組演出須佐之男—創國之魁—，接著到花組出演La Esperanza。直到2005年年初才回歸宙組Hotel Stella Maris的演出。在Hotel Stella Maris的東京公演結束後，轉至雪組。
2006年，由於慶祝瑪麗安東尼皇后出生250週年，寶塚凡爾賽玫瑰再演，各組二番男役輪流於星組公演時擔任奧斯卡一角，包括水在內。而雪組的凡爾賽玫瑰-奧斯卡編(全國公演)時則首次以主演身份進行全國公演。同年年底，在當時的主演男役朝海光退團之後，接任成為雪組主演男役，大劇場披露目為次年五月寶塚大劇場公演伊莉沙白--愛與死的輪舞。
2007年，世界田徑錦標賽於大阪舉行，她與彩吹真央、音月桂、彩那音及凰稀要組成AQUA 5，演唱活動主題曲Time to Love。同時亦為運動會専用礦泉水『六甲のおいしい水』出任代言人。
2010年，1月14日公佈將於同年9月12日退團。

## 主要演出

### 月組新人公演時代
- Me and My Girl - 比爾（第一幕）
- CAN-CAN - 佛司提耶

### 花組新人公演時代
- Speakeasy - 強納生
- 黎明前的序曲 - 川上音二郎（主役）
- 阿根廷探戈 - 福里奧（主役）

### 花組時代
- 源氏物語之浮生如夢 - 明石之上
- 羅密歐與茱麗葉'99 - 羅密歐

### 宙組時代
- 凡爾賽玫瑰2001--漢斯與瑪莉安東尼篇 - 奧斯卡/安德烈（與彩輝直輪替飾演）
- 費加洛！ - 費加洛/安東尼歐
- 海市蜃樓 - 喬
- 鳳凰傳 - 巴拉克
- 傭兵皮耶 - 羅伯特
- 里見八犬傳 - 犬江親兵衛
- 晴天霹靂 - 愛德蒙．德．朗布魯斯侯爵
- 巴黎情緣 - 理查．沙朗（雪組中日劇場，特別演出）
- 須佐之男—創國之魁— - アオセトナ（八岐大蛇化身）（雪組寶塚大劇場，特別演出）
- La Esperanza - 巴利圖
- Hotel Stella Maris - 艾倫．卡度

### 雪組時代
- 霧中米蘭 - 沙維圖
- 銀之狼- 雷文
- 凡爾賽玫瑰--漢斯與瑪莉安東尼篇 - 奧斯卡 （星組寶塚大劇場，特別演出）
- 凡爾賽玫瑰--奧斯卡篇 - 安德烈/亞蘭（寶塚大劇場演出）
- 凡爾賽玫瑰--奧斯卡篇 - 奧斯卡（全國公演）
- 墮天使之淚 - 尚．保羅．杜特

### 雪組首席時代
- 星影之人 - 沖田總司
- 伊丽莎白—愛與死的輪舞 - 死神
- 我愛你 - Je t'aime - 喬治
- 凡爾賽玫瑰外傳 - 傑洛德篇 - 傑洛德（全國公演）
- 蝶之花 - 尼祿
- 卡拉馬助夫兄弟 - 德米特里·費多羅維奇·卡拉馬助夫
- 蘇洛—假面的彌賽亞 - 迪亞哥/蘇洛
- Russian Blue—擊打魔女的鐵槌 - 亞伯特·維斯拉
- 情熱巴塞羅那 - 法蘭西斯科·拉弗雷（全國公演）
- Solferino的黎明 - 亨利·杜南
- 羅傑 - 羅傑

## 唱片
- Time to Love (2007年11月21日)
- Christmas Present (2007年11月28日)
- Aqua Feel Aqua Soul (2008年8月27日)
- 白雪 (2008年12月17日)

## 逸事
- 有一孿生姊妹葉子。
- 因為與前花組首席男役春野壽美禮長相相似，因此不少前輩無法分辨她倆到底是誰，前星組主演男役稔幸也是其中之一，於是稔幸的同期生，當時的花組首席男役愛華みれ教她分辨的方法：「下巴比較長的是水，比較圓的是Osa（春野的外號）。」
- 與彩吹真央、音月桂、彩那音及凰稀要所組成AQUA 5，其Aqua一字是來自其藝名的姓氏。
- 由於頻繁的調組（月組→花組→宙組→雪組）的緣故，讓她創下劇團內少見的組替記錄。

## 補充資料
1. ↑  因為當時「團子三兄弟」而流行「三兄弟」之並稱，理由同「雪組三兄弟」：安蘭けい、朝海ひかる、成瀬こうき。
2. ↑  宙組香港公演場刊上的正式漢字藝名。

## 外部連結
- 東京都會電視台網站水夏希簡介TAKARAZUKA ～Cafe Break～今週のゲスト水夏希，存档于Archive.today（存檔日期 20250423）